# Arken (arkivsystem)
Arken är det tekniska system där Lantmäteriets digitala arkiv lagras. Arken innehåller förrättningsdokument, kartor, detaljplaner mm från 1600-talet och framåt. Material upprättat tidigare än 1928 är tillgängligt för allmänheten utan kostnad via en webbtjänst på Lantmäteriets hemsida, Historiska kartor. Yngre material får inte tillgängliggöras på detta sätt på grund av regler i personuppgiftslagen. Även nyare material är dock tillgängligt för den som ingår särskilt avtal om detta med Lantmäteriet.
Arken byggdes upp under perioden 1999 till 2009. Det skedde genom att Lantmäteriets 24 regionala arkiv samt fd Lantmäteristyrelsens och Rikets allmänna kartverks arkiv skannades. Under uppbyggnaden har även 37 av landets 38 kommunala lantmäterimyndigheter successivt lagrat sitt digitala arkivmaterial i Arken, liksom att där lagrats ett stort antal kommuners detaljplaner.
Informationen lagras som TIFF-bilder. Dessa innehåller all information som fångades vid skanningen men är också utrymmeskrävande. Bilderna tillhandahålls därför i filformatet DejaVu, vilket kan läsas via en gratis plug-in till webbläsare. DejaVu komprimerar filerna till i storleksordningen 1 % av ursprungsstorleken.
Arken har väckt visst internationellt intresse, då det var ett tidigt exempel på ett digitalt arkiv. Lantmäteriet har därför medverkat med kunskapsöverföring till andra länder som vill bygga upp egna digitala arkiv.